# Елена Пенга
Елена Пенга (на гръцки: Ελενα Πέγκα) е гръцка писателка, поетеса, драматуржка и режисьорка.

## Биография
Родена е в 1966 година в Солун. Учи в Съединените американски щати - получава бакалавърска степен по философия и театър в Уеслианския университет и магистърска степен по драматургия в Южнокалифорнийския университет. Връща се в Гърция в началото на 90-те години.

## Творчество
Поставя първите си пиеси още докато е в Съединените щати - на нюйоркската офф-офф-Бродуей сцена. Пиесите ѝ са поставявни в Националния театър на Гърция в Атина, в Националния театър на Северна Гърция в Солун, на Атинския фестивал, в Дeлфи, както и в много други театри. Работите ѝ са превеждани и играни в САЩ, Европа и Близкия Изток. Книгата ѝ „Стегнати колани и друга кожа“ (Σφιχτές Ζώνες και Αλλα Δέρματα, Агра, 2012) получава наградата „Урани“ от Гръцката академия и е преведане на шведски и английски. Тя е съавторка на сценария за филмовата адаптация от 2001 година на „Единственото пътуване в живота му“ на гръцкия писател Георгиос Визиинос, която печели наградата за най-добър филм на Гръцките държавни филмови награди.
Творбите ѝ са определяни като мрачни и поетични от „Космополити“. Пенга пише за ежедвенните аспекти на политиката и изследва как хората чувстват последиците от мащабно насилие. Нейното драматично писане изследва проблемите на човешкото съществуване и метафизичните и философски измерения, които се появяват в скучния, понякога светски живот на обикновените хора. Her writing reflects contemporary Greek influences.
Дейвид Уолъс от „Ню Йоркър“ в своето ревю за антологията „Austerity Measures- The New Greek Poetry“ пише:
| „ | Гръцкият дълг е различен вид катастрофа - такава, която се случва в забавен каданс: нейните механизми са абстрактни и безлични, въпреки че последиците са много реални за тези, които разчитат на държавни институции. Тези стриктури навлизат в атмосферата на ежедневния живот и език, нещо, което поетите могат да наблюдават внимателно. Ето например поетесата Елена Пенга (в превода на Ван Дайк), която описва ясно видима заплаха: Черешовите дървета в двора на съседа от години нямат плод. Влизат четирима мъже, носещи пръчки. Те влизат в двора на съседа заедно с дъжда. Те са дошли да дисциплинират дърветата и да ги посекат, ако не цъфтят. Гледам как мъжете удрят дърветата. Гледам как дъждът удря мъжете. Няколко неукрасени изречения сплитат няколко идеи: усещането за неуспял растеж, принудата, която поддържа правилото за ефективност, пасивността на наблюдателя. Мъжете от правителството ли са или от корпорация? Изглежда подходящо, че не знаем. Това обикновено насилие няма нужда да се изрича - то е точно пред нас, ако сме достатъчно наблюдателни, за да го видим. | “ |